# جوان براون
جوان براون (بالإنجليزية: Joanne Brown)‏ هي لاعبة كرة لينة أسترالية، ولدت في 7 أبريل 1972 في كانبرا في أستراليا.

## وصلات خارجية
- جوان براون على موقع أوليمبيديا (الإنجليزية)
- جوان براون على موقع اللجنة الأولمبية الأسترالية (الإنجليزية)